# Giambattista Bodoni

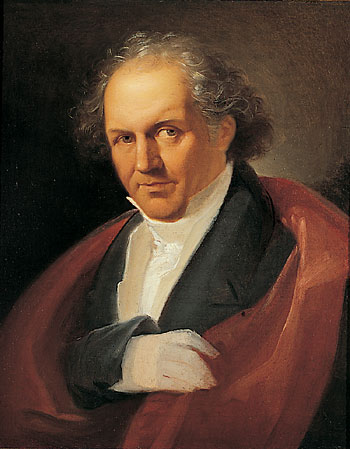
Portret Giambattista Bodoni według Giuseppe Lucatelli (Museo Glauco Lombardi).

Giambattista Bodoni (ur. 16 lutego 1740 w Saluzzo, zm. 29 listopada 1813 w Parmie) – włoski drukarz, zecer i wydawca.
Pochodził z rodziny drukarzy. Pierwotnie praktykował w Watykanie w drukarni Drukarnia Kongregacji Propagandy Wiary działającej pod kontrolą Kongregacji ds. Ewangelizacji Narodów. W uznaniu talentu, zapału i znajomości języków starożytnych zezwolono mu na wydrukowanie pod własnym szyldem mszału koptyjskiego oraz książki o piśmie tybetańskim. W 1768 roku został zarządcą książęcej drukarni w Parmie. Prowadził odlewnię czcionek (założoną w 1770 roku) i własną drukarnię (założoną w 1791 roku).
Bodoni opracował krój Bodoni, antykwy klasycystycznej nazwanej jego nazwiskiem, oraz ok. 300 innych krojów pisma. Wszystkie umieścił w wzorniku pism drukarskich pt. Manuale typographico (Manuale Tipografico), wydanego w 1788 roku. W podręczniku tym znalazły się kroje pism łacińskich, greckich i orientalnych. W swoich drukarniach wydał ponad 1500 dzieł o wysokim standardzie typograficznym.
W 1963 roku otwarto w Parmie muzeum Bodoniego (wł. Museo Bodoniano).